# مطار مارونديرا
مطار مارونديرا (بالإنجليزية: Marondera Airport) (إيكاو: FVMA) هو مطار يخدم مارونديرا، زيمبابوي .ويقع على بعد حوالي 6 كيلومتر (3.7 ميل) غرب المدينة.

## روابط خارجية
- مخطط الدائرة العظمى - مارونديرا
- مطار مارونديرا
- مطاراتنا - مارونديرا نسخة محفوظة 28 أغسطس 2016 على موقع واي باك مشين.
- OpenStreeMap - مارونديرا